# St. Petri (Woldegk)

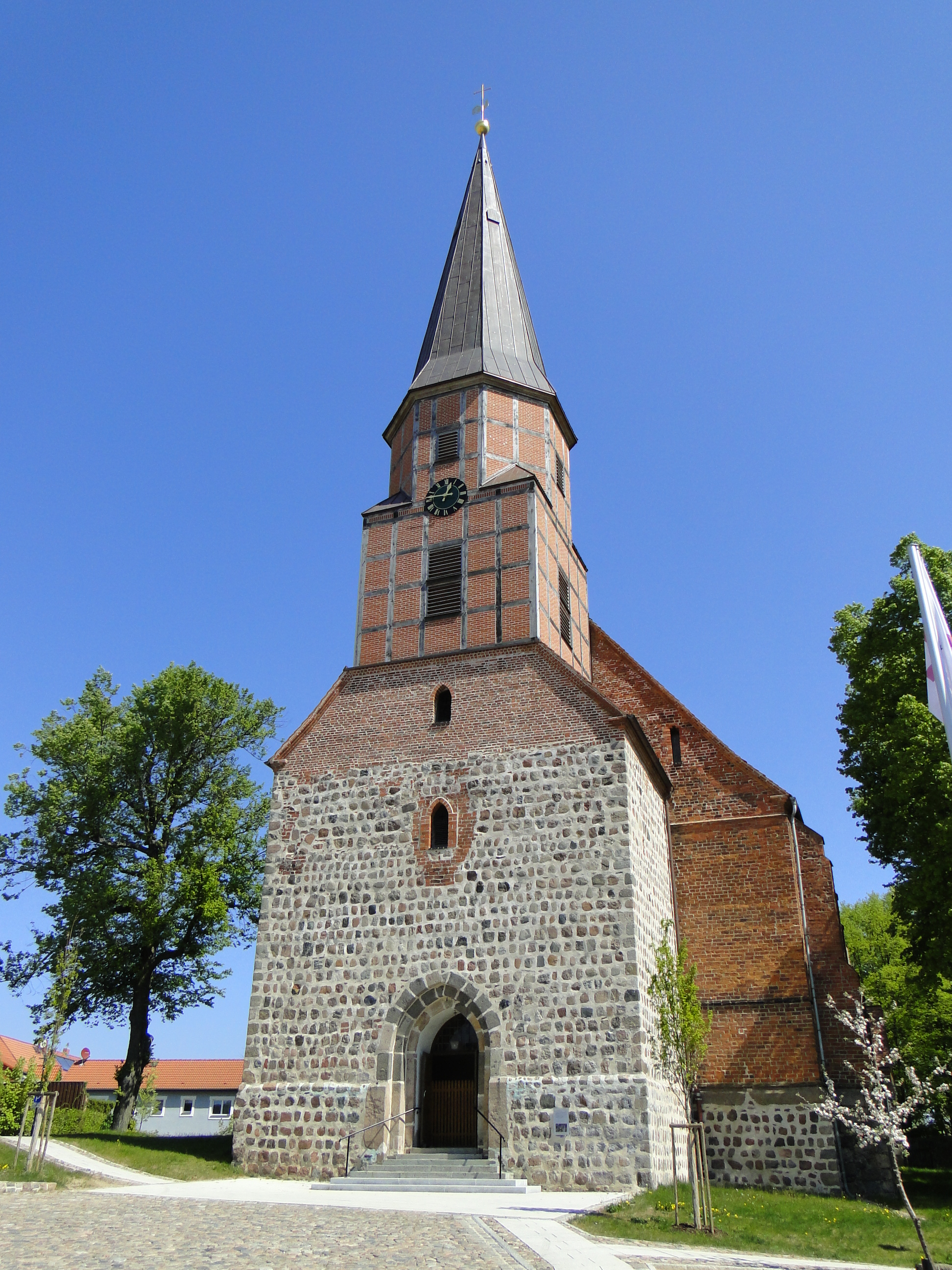
St. Petri (Woldegk)

Die evangelische Stadtkirche St. Petri Woldegk ist eine gotische Backsteinkirche mit Bauteilen aus Feldstein in der Stadt Woldegk im Landkreis Mecklenburgische Seenplatte in Mecklenburg-Vorpommern. Sie gehört zur Kirchengemeinde Woldegk in der Kirchenregion Stargard in der Propstei Neustrelitz der Evangelisch-Lutherischen Kirche in Norddeutschland (Nordkirche). Sie wurde nach schweren Zerstörungen im Zweiten Weltkrieg bis 2007 weitgehend wiederhergestellt.

## Geschichte und Architektur

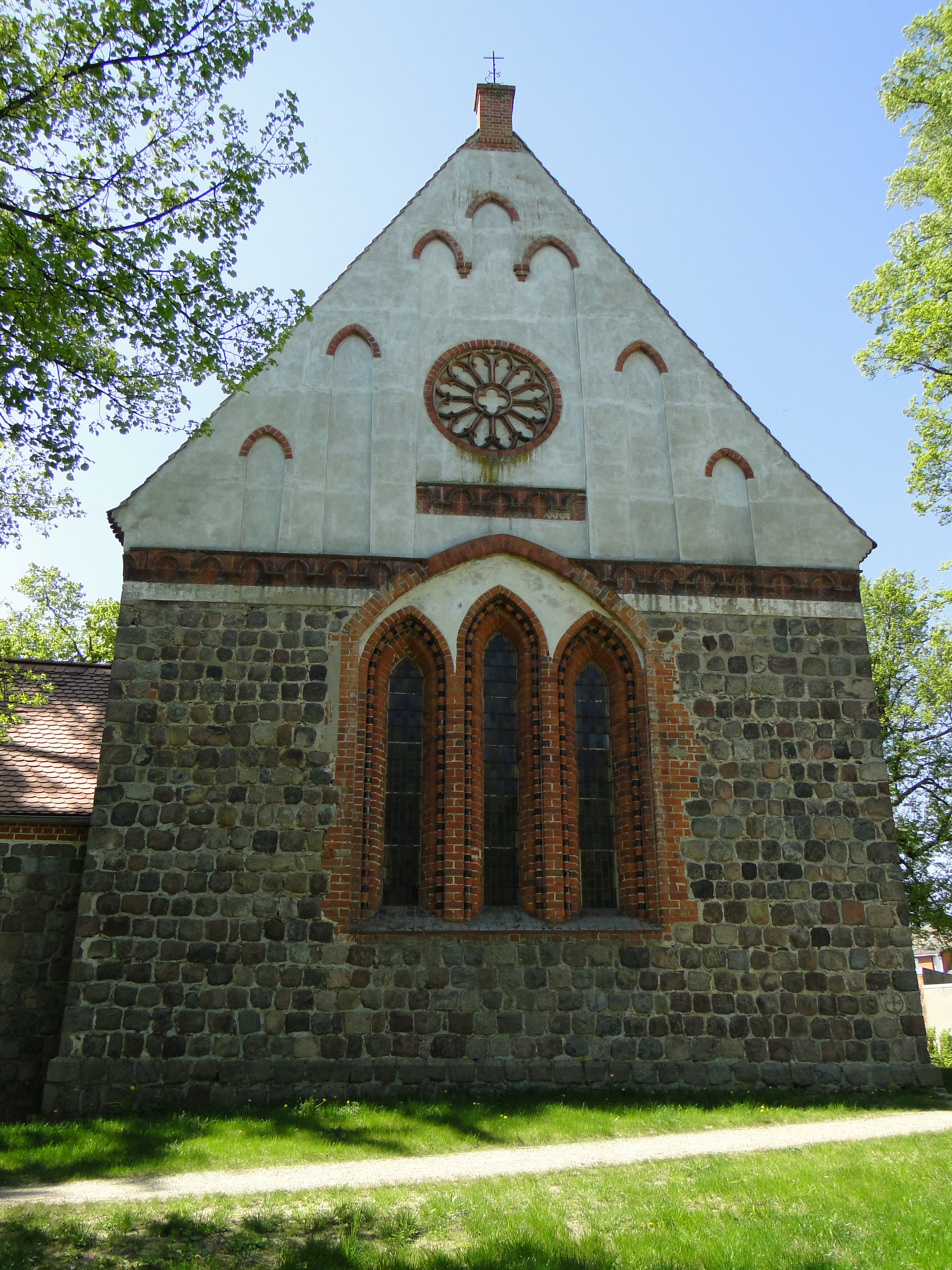
Ansicht von Osten

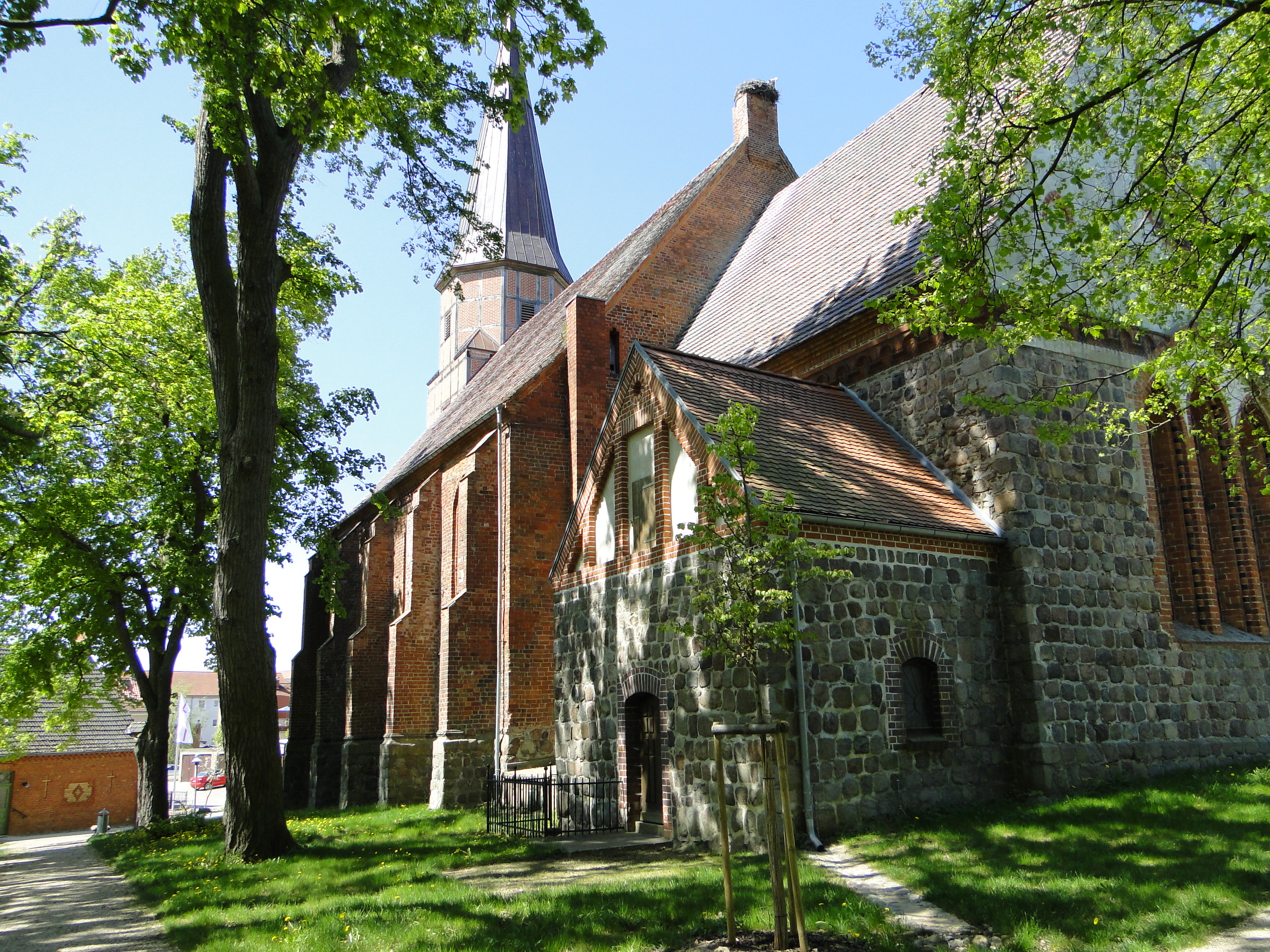
Ansicht von Südost

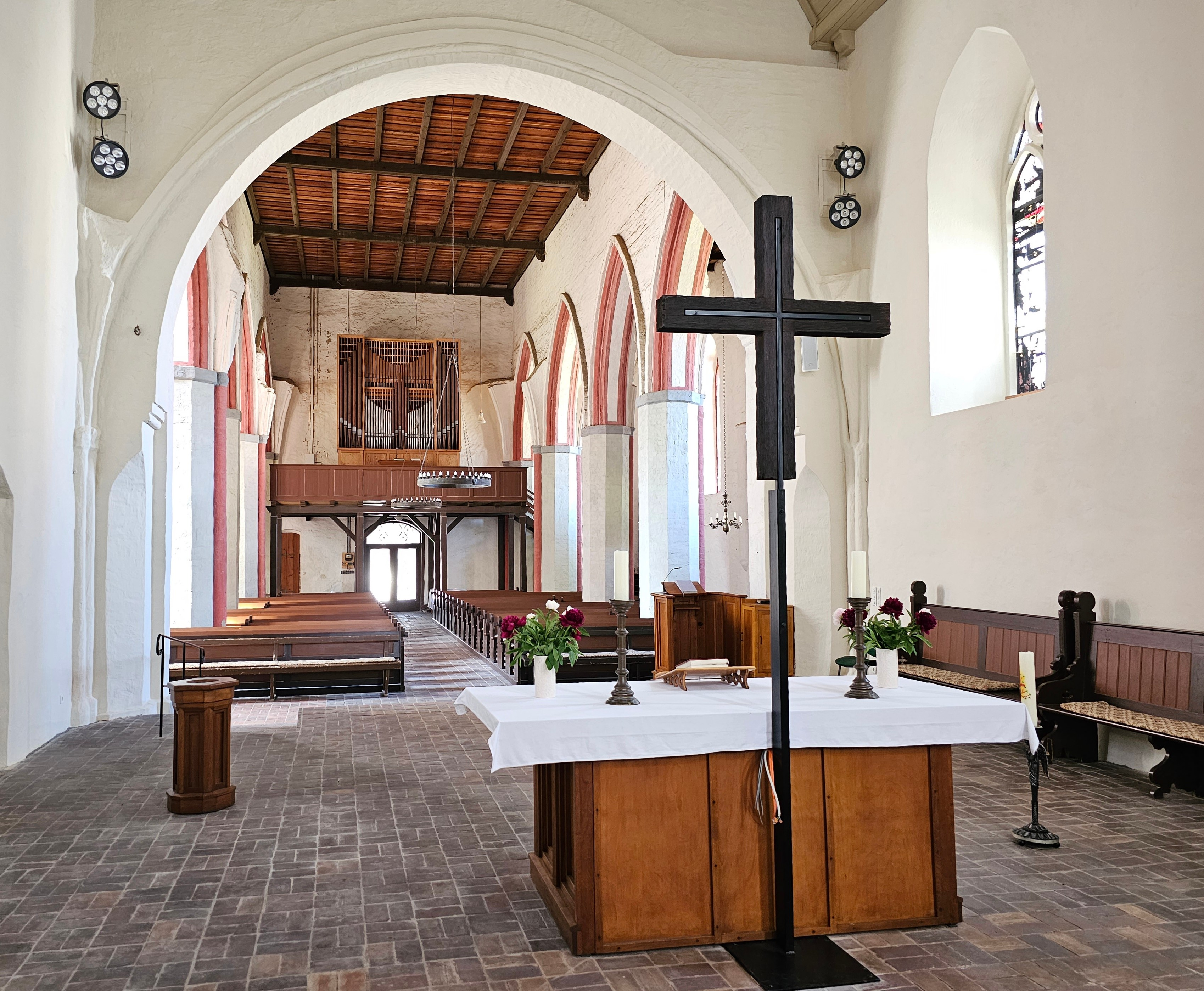
Innenraum, Blick nach Westen (2023)

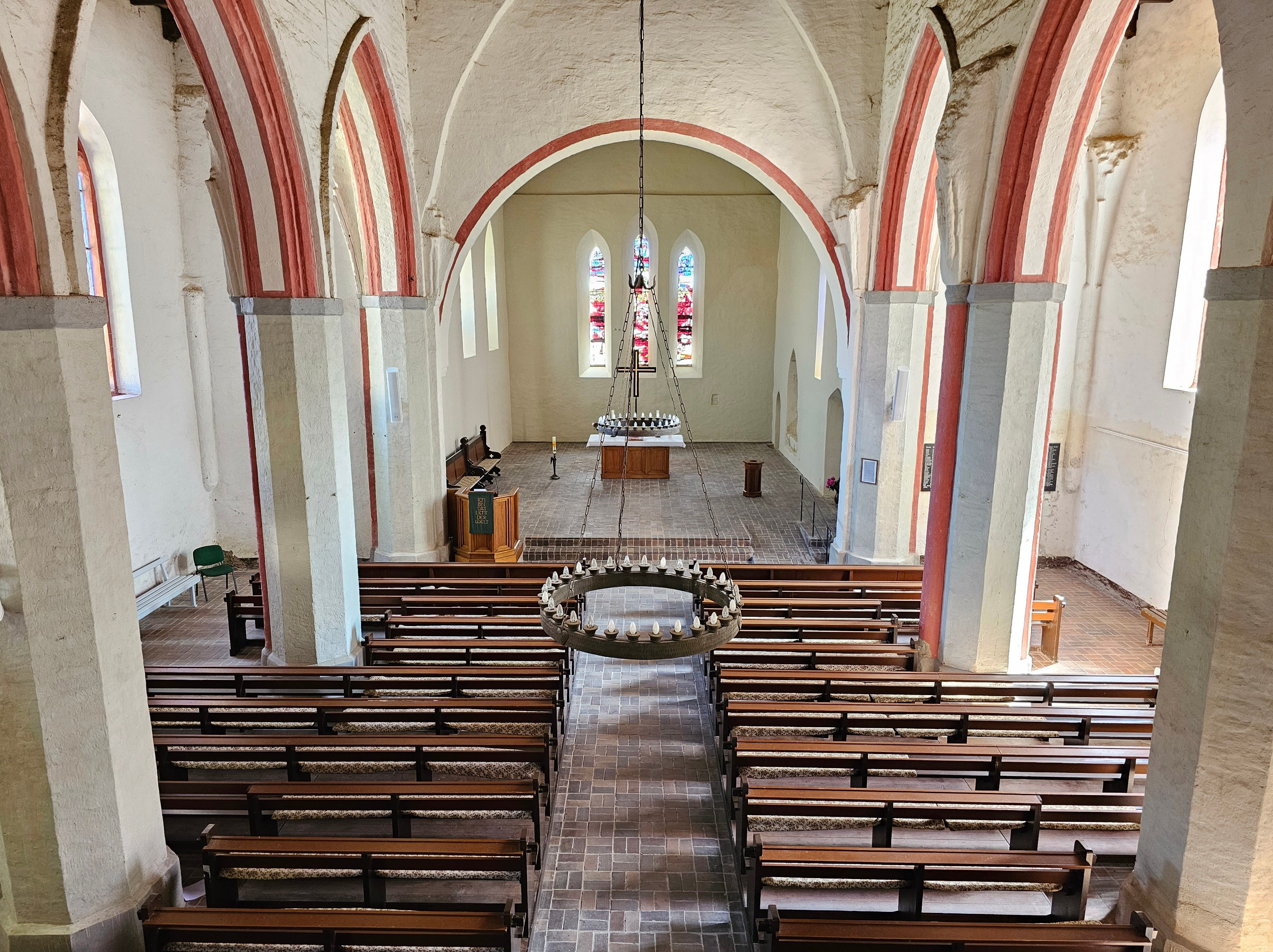
Innenraum, Blick nach Osten

Von einem Feldsteinbau aus der zweiten Hälfte des 13. Jahrhunderts blieben der gestreckte rechteckige Chor mit der südlich anschließenden tonnengewölbten Sakristei erhalten. Der Ostgiebel und die Fenster wurden erneuert und erhielten Einfassungen aus Backstein; der Rundbogenfries wurde nach alten Resten ergänzt. Das Gebäude besitzt spitzbogige Stufenportale. Die Kirche wurde 1390 und 1404 als St. Marien erwähnt, besitzt aber seit etwa 1442 das Patrozinium St. Petri.
Das Langhaus wurde nach einem Brand im Jahr 1442 als dreischiffige vierjochige Hallenkirche erneuert, die außen mit Strebepfeilern versehen ist. Das Nordportal aus Granitquadern vom Vorgängerbau wurde ebenso wie der Unterbau des Turmes wiederverwendet. Innen tragen achteckige Pfeiler die Scheidbögen, die ursprünglich mit Kreuzgewölben versehen waren. Eine Restaurierung wurde in den Jahren 1901/1902 vorgenommen, wobei der Ostgiebel und der Rundbogenfries am Chor sowie die Fenster mit Einfassungen und schlichtem Maßwerk in Backstein erneuert wurden.
Ende April 1945 wurde die Stadt mit der Kirche zu etwa 70 % durch Brand zerstört. Die Gewölbe und der Fachwerkaufsatz des Turms wurden mit der gesamten Ausstattung vernichtet. Bis etwa 1955 wurden der Chor mit Tonnengewölbe und das Kirchenschiff mit flachen Decken wiederhergestellt. Der Turm erhielt zunächst ein längsgerichtetes Satteldach als Abschluss.
Der Wiederaufbau des Turmes erfolgte in den Jahren 2007–2008. Dabei wurden ein quadratischer und ein achteckiger Fachwerkaufsatz auf dem Feldsteinunterbau mit einem spitzen Turmhelm wiederhergestellt.

## Ausstattung
Von der ursprünglichen Ausstattung ist nichts erhalten. Die Kirche erhielt nach dem Wiederaufbau eine Orgel der Firma Sauer Orgelbau aus dem Jahr 1959 mit 16 Registern auf zwei Manualen und Pedal. Diese Orgel musste 2011 nach einem Wasserschaden wiederhergestellt werden.
Die historische Ausstattung wird durch eine Triumphkreuzgruppe von 1863 aus der Dorfkirche Vietlübbe gebildet.